# Illzach

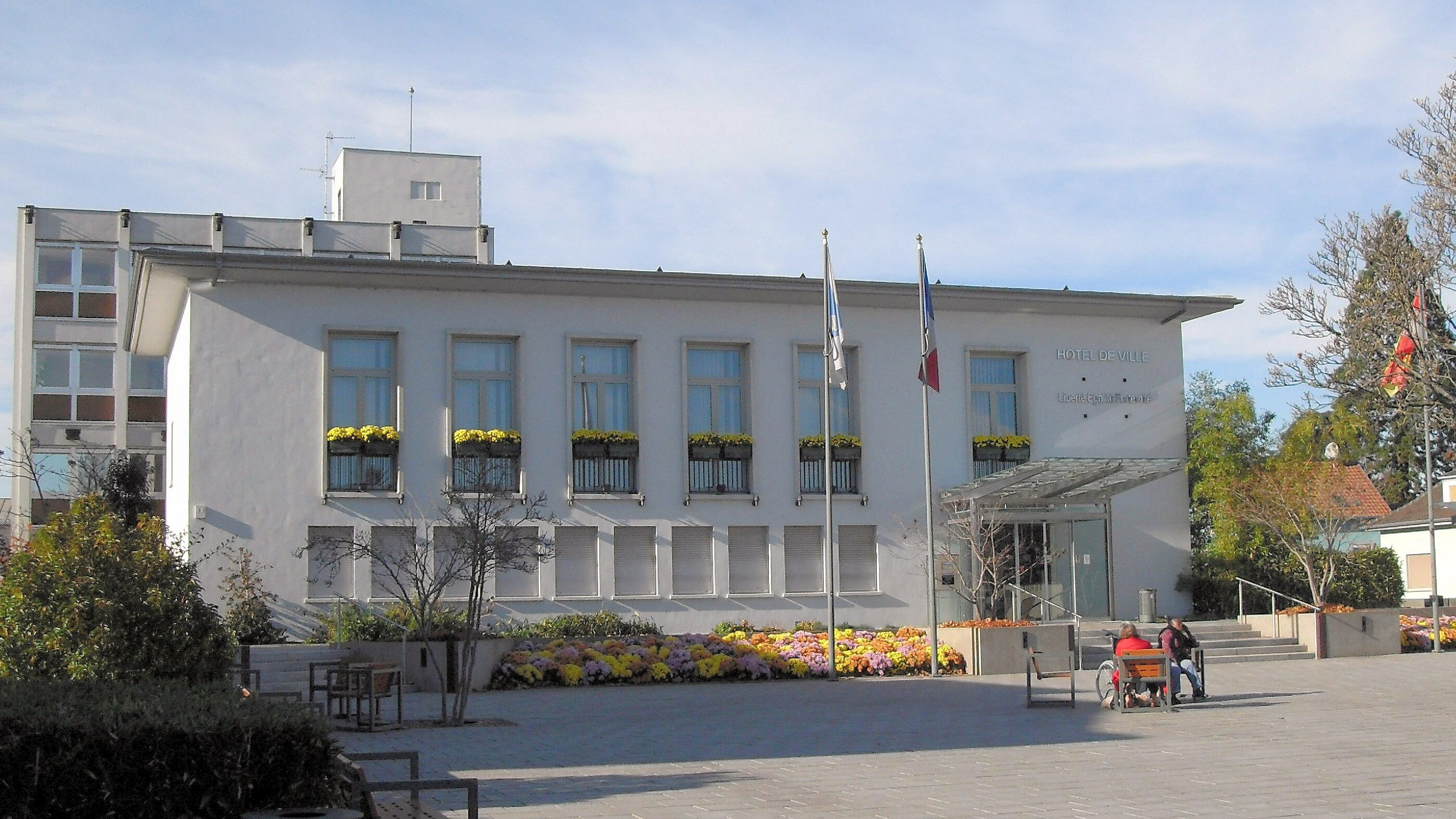
Rathaus (Hôtel de ville)

Illzach (elsässisch Illzig) ist eine französische Stadt im Département Haut-Rhin in der Region Grand Est (bis 2015 Elsass). Sie gehört zum Arrondissement Mulhouse und zum Kanton Mulhouse-3. Mit 15.115 Einwohnern (Stand 1. Januar 2022) ist Illzach die fünftgrößte Stadt des Départements Haut-Rhin.

## Geographie
Illzach liegt im Oberelsass am linken Ufer der Ill, grenzt in seinem Süden an Mülhausen und ist damit Teil des Ballungsraumes Mülhausen. Der Südosten des Gemeindegebietes, das bis an den Rhein-Rhône-Kanal heranreicht, ist durch Gewerbegebiete geprägt. Durch das Stadtgebiet führt die Autoroute A36.
Nachbargemeinden sind (im Uhrzeigersinn von Norden): Wittenheim, Sausheim, Rixheim, Riedisheim, die Stadt Mülhausen und Kingersheim.

## Geschichte
Der Ort wurde in älterer Zeit erwähnt als Hilciaco Palatio Regis (835, 836), Ilzicha (1040), Hiltzeche (1227), Ilzecha (1233), Ilciche (1236), Ilzeche (1241), Iltzicho (1246), Hiltzich (1280), Ilczich (1291), Iltzig (1297), Ilziche (13. Jh.), Illitziche, Ilzche (1314), Iltzich (1361), Ylzich (1383), das Schlosz zu Iltzach (1444), Schlosz Ylzach (1468), das Slosz Illzig im Sungaw (1463) und als Iltzig (1480). Schon im 4. Jahrtausend v. Chr. war die Gegend des heutigen Illzach von Bauern besiedelt, die aus dem Donauraum zugewandert waren. Die Besiedlung dauerte während der gesamten Bronze- und Eisenzeit (3000–450 v. Chr.) an.
Wie Historiker annehmen, ist der auch zu gallo-römischer Zeit besiedelte Ort mit dem  Urunci oder Uruncae im Itinerarium Antonini identisch. Seine Lage an der Kreuzung wichtiger römischer Straßen ermöglichte eine günstige Entwicklung; aber sie führte auch dazu, dass der Ort immer wieder zerstört und wieder aufgebaut wurde. Mitte des vierten Jahrhunderts n. Chr. war der Ort befestigt.
Im 11. oder 12. Jahrhundert wurde eine Burg errichtet. Sie wurde von den Herren von Illzach bewohnt, deren Familie im 15. Jahrhundert ausgestorben ist.
Zu Beginn des 14. Jahrhunderts gehörten Illzach und Modenheim den Grafen von Württemberg im Heiligen Römischen Reich. Die Brüder Ulrich und Ludwig von Württemberg verkauften 1437 Illzach und Modenheim für 3020 Gulden an die ebenfalls zum Heiligen Römischen Reich gehörige Stadt Mülhausen.
Der Ort wurde oftmals verwüstet: von den Armagnaken, den Österreichern, den Lothringern, den Schweden, den Spaniern und auch durch Feuersbrünste. Durch Pest und Hungersnot sank die Zahl der Bewohner. Das um 1780 bereits weitgehend zerstörte Schloss Illzach bei dem Dorf gehörte seit 1616 den Freiherren von Landenberg. Im Jahre 1750 ist eine selbständige Gemeinde Illzach bezeugt. Nach einer Zollblockade durch den dominanten Nachbarn und revolutionären Unruhen unterwarfen sich Illzach und Mülhausen mit Modenheim am 28. Januar 1798 der französischen Republik, was durch die Vereinigungsurkunde vom 29. Januar 1798 verbrieft wurde.
Durch den Frankfurter Frieden vom 10. Mai 1871 kam das Gebiet an das deutsche Reichsland Elsaß-Lothringen, und das damalige Dorf wurde dem Kreis Mülhausen im Bezirk Oberelsass zugeordnet. Um 1900 hatte das Dorf Illzach eine evangelische Kirche, eine Blindenanstalt, ein Waisenhaus, eine Kammgarnspinnerei, eine Papierfabrik, Textilindustrie, eine Zwirnerei, eine Färberei, eine Maschinenschlosserei und 2753 meist evangelische Einwohner.
Im Ersten Weltkrieg war Illzach 1914 eines der ersten Angriffsziele der französischen Armee, doch der Ort wurde erst am 17. November 1918 von der Entente eingenommen. Im Zweiten Weltkrieg zogen am 18. Mai 1940 deutsche Truppen in Illzach ein. Im November 1944 konnten französische Truppen Mülhausen und Modenheim besetzen, doch die Deutschen zogen sich nach Illzach zurück und leisteten dort letzten Widerstand, was Bombardierungen durch die westalliierten Streitkräfte und die Evakuierung der Bevölkerung zur Folge hatte. Am 20. Januar 1945 kam das Kriegsende, doch viele Häuser waren zerstört, unter anderem das Rathaus, die Schule und die beiden Kirchen. Der Wiederaufbau war 1955 mit dem Neubau des Rathauses abgeschlossen.
| Jahr                       | 1962 | 1968   | 1975   | 1982   | 1990   | 1999   | 2007   | 2018   | 2021   |
| -------------------------- | ---- | ------ | ------ | ------ | ------ | ------ | ------ | ------ | ------ |
| Einwohner                  | 6688 | 10.575 | 14.988 | 15.396 | 15.485 | 14.947 | 14.889 | 14.680 | 14.829 |
| Quellen: Cassini und INSEE |      |        |        |        |        |        |        |        |        |

## Sehenswürdigkeiten
- Kirche Saint-Jean-Baptiste, 1936 errichtet
- Protestantische Kirche (EPRAL) von 1695/96, 1886 restauriert
- Kirche Saint-Bernard im Stadtteil Modenheim aus dem Jahr 1962

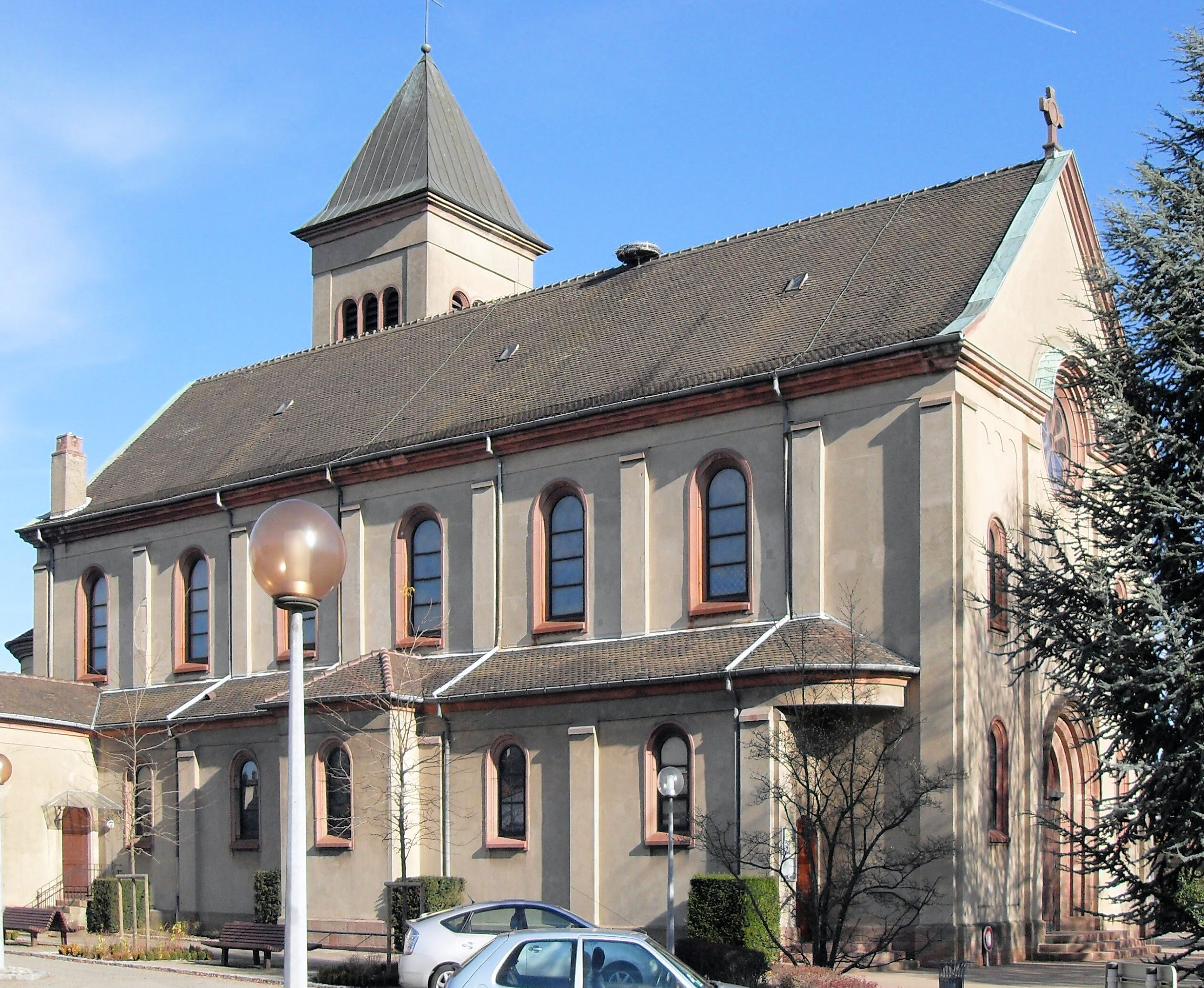
Johannes-der-Täufer-Kirche (Saint Jean-Baptiste)
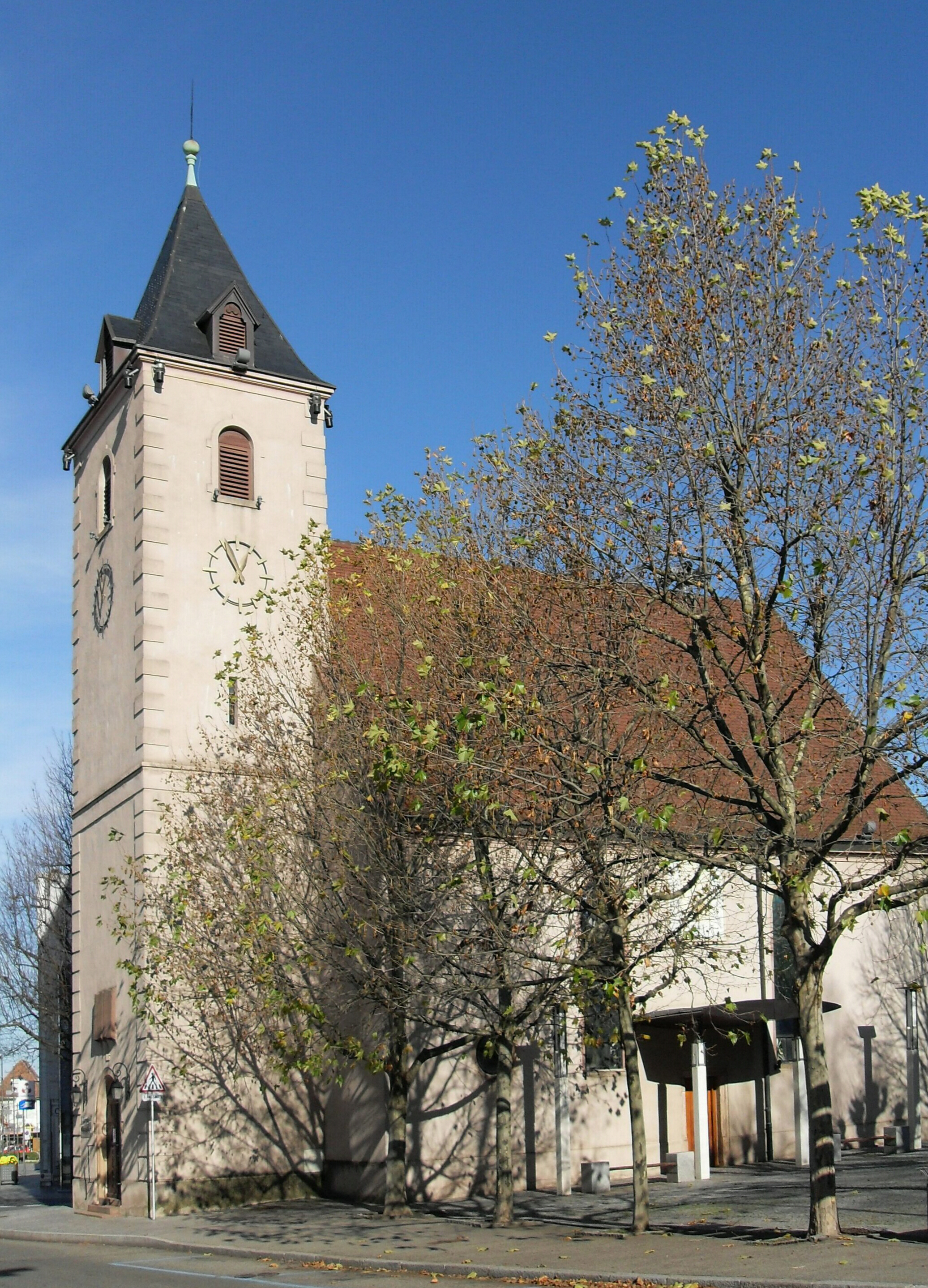
Protestantische Kirche
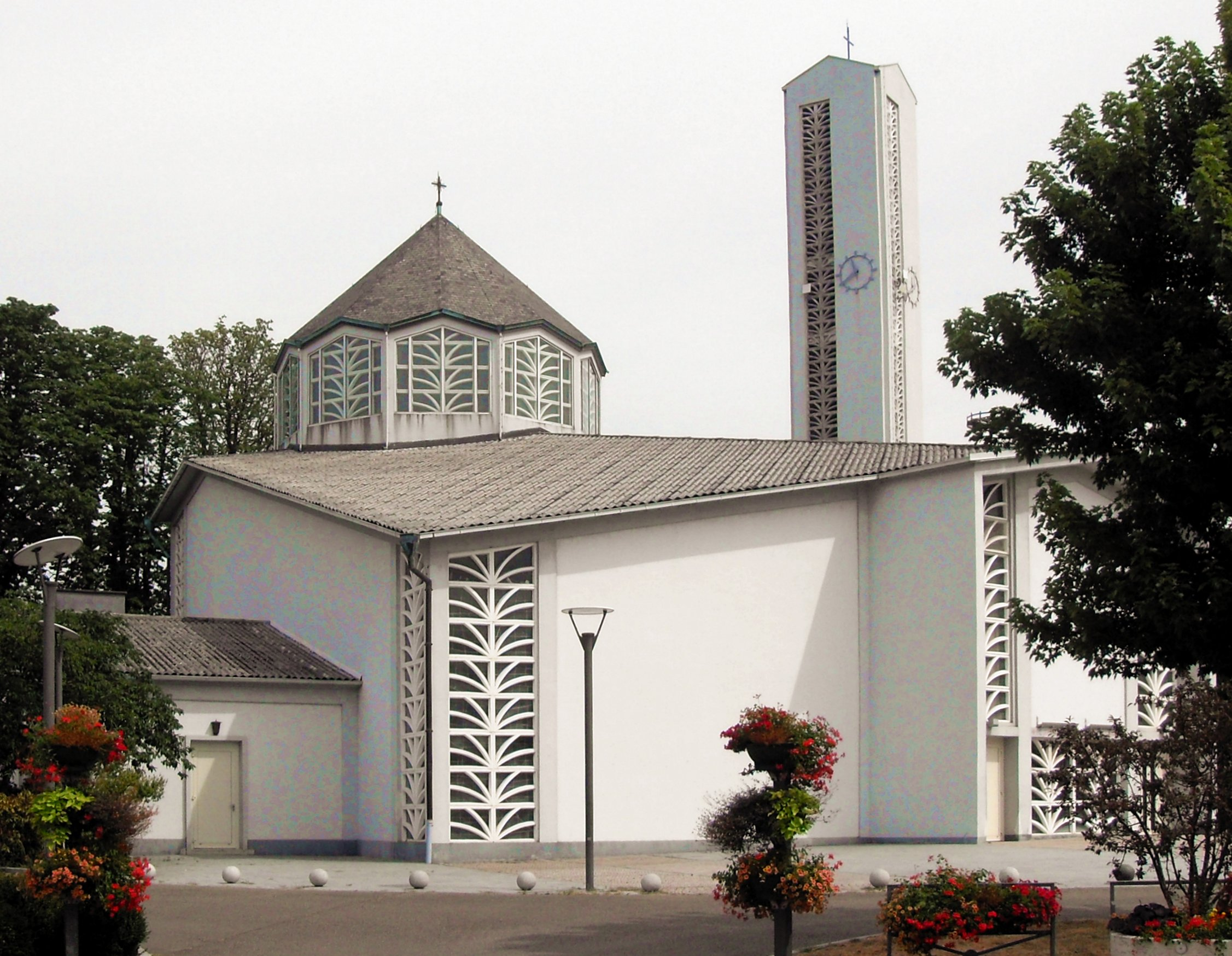
Kirche Saint-Bernard
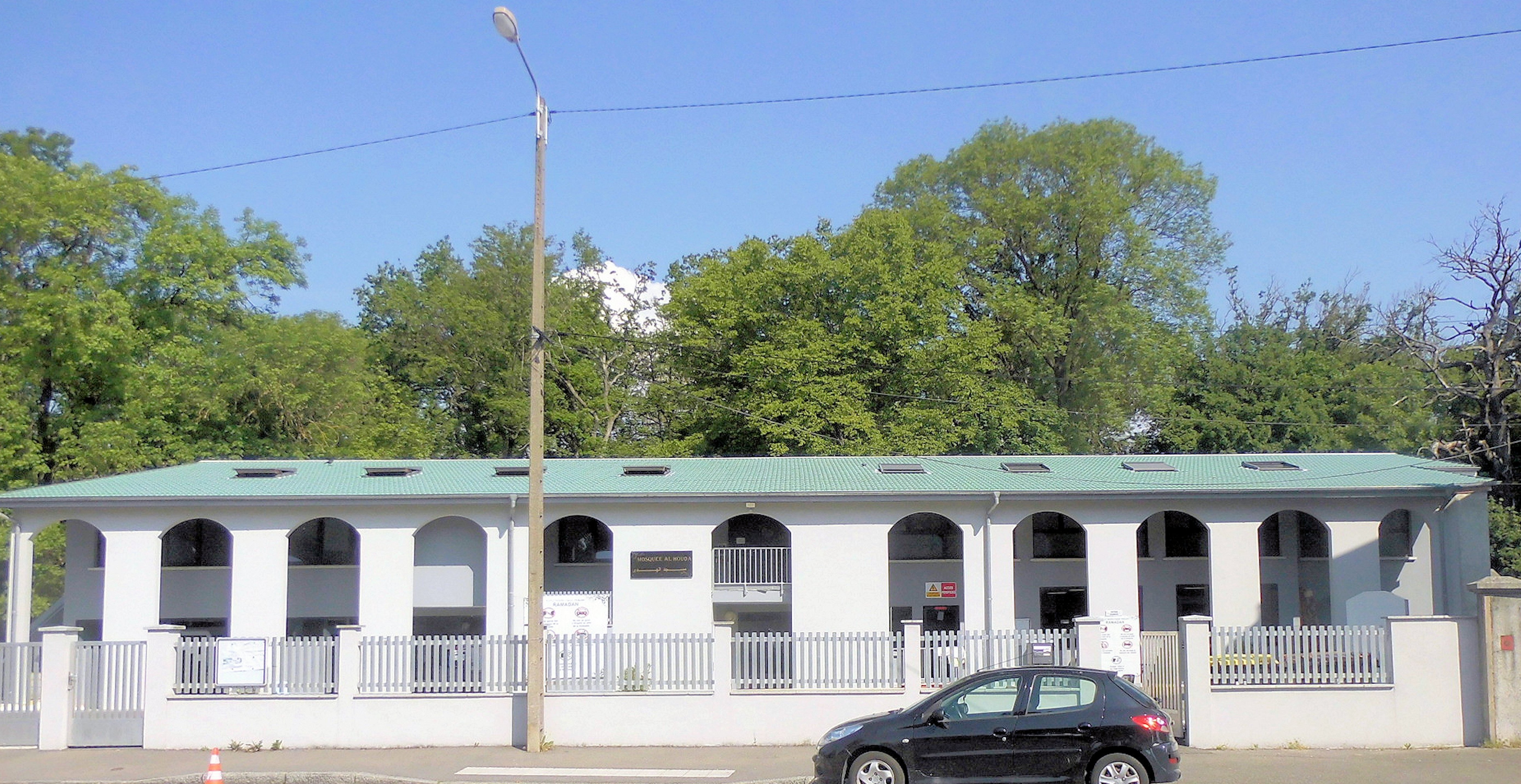
Al-Houda-Moschee
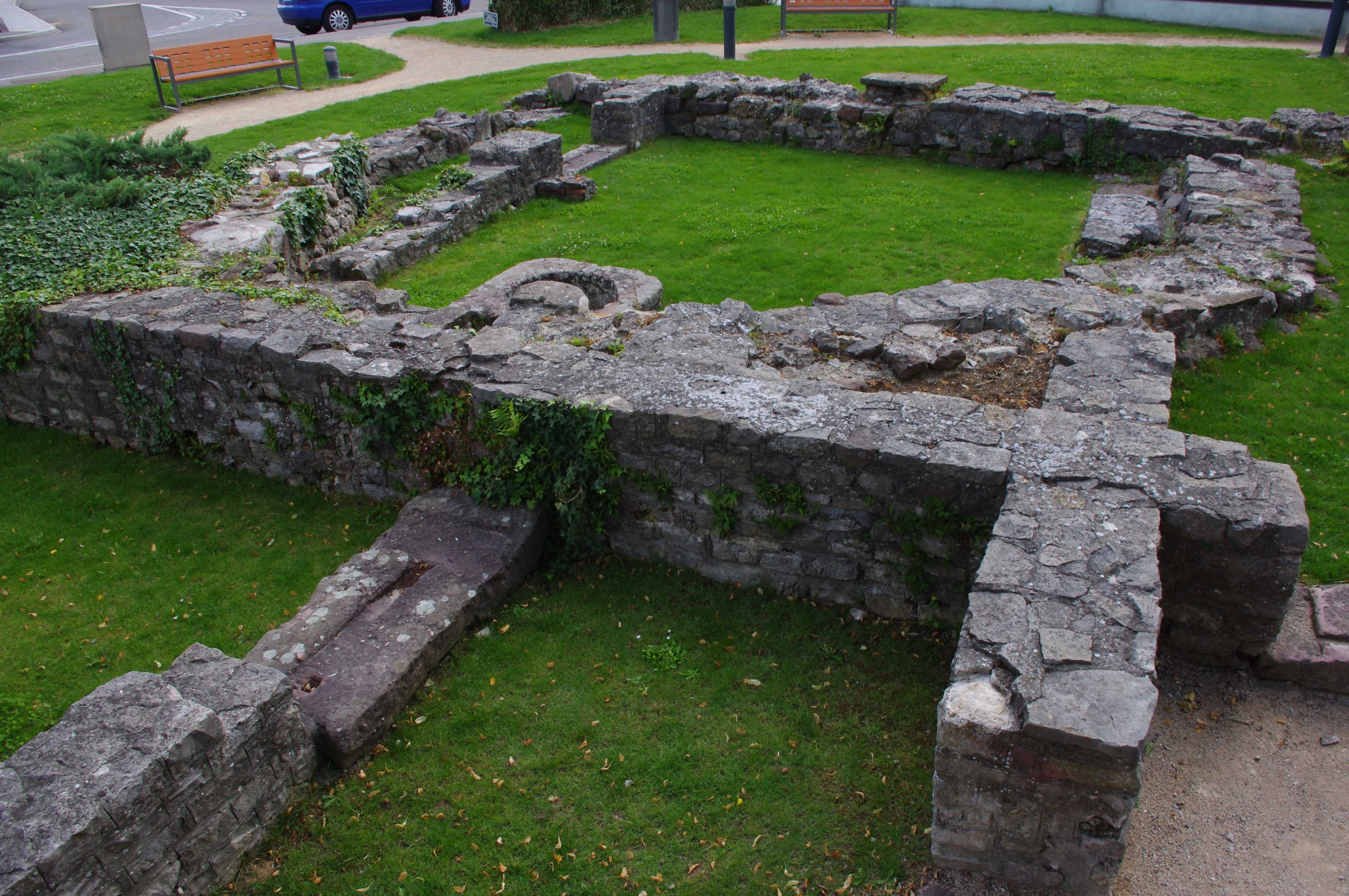
Mauerreste aus gallo-römischer Zeit